# 北京自然博物館

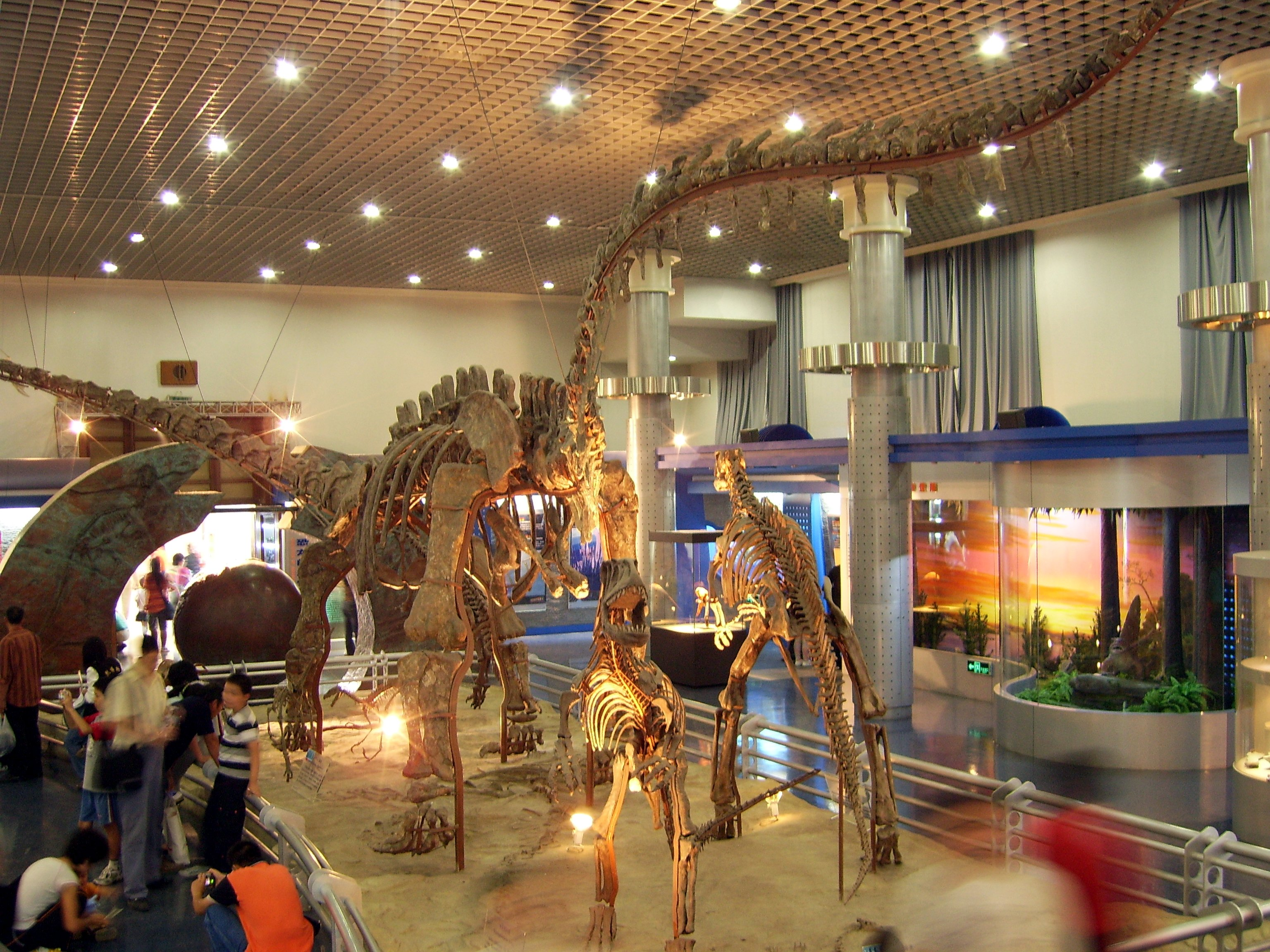
恐竜世界

北京自然博物館（ペキンしぜんはくぶつかん）は中華人民共和国北京市東城区に位置する博物館。

## 概要
世界遺産の天壇の隣接地に所在する。前身は1958年に開設された「中央自然博物館」であり1962年に北京自然博物館に改称されたが、2023年6月5日に国家自然博物館と改称された。総面積は2万4000平方メートル、展示室は8000平方メートルある中国でも最大級の自然博物館である。収蔵品数は約20万点あり、そのうち2割が常設展示されているという。展示物は大きく分けて古生物、植物、動物、人類と、4つに分けられており、恐竜の骨格標本を展示する「恐竜世界」と「水生生物館」などがある。数多くの動植物の標本や魚介類の生体が収蔵されているが、人類のコーナーでは人体の実物標本が展示されている。

## 備考
- 中国国内には「自然」と名がついた博物館は、上海、天津、大連にもある。